# 샛별기

샛별기

샛별기(인도네시아어: Bendera Bintang Kejora)는 미독립국 서파푸아 공화국의 국기이다. 네덜란드령 뉴기니에서 네덜란드의 국기와 함께 사용되었으며 현재는 서뉴기니에서 사용되며 분리주의의 상징으로 사용한다. 인도네시아의 지배 하에 있는 서뉴기니 지역에서는 인도네시아의 국기와 함께 사용한다.

## 같이 보기
- 자유 파푸아 운동
- 서뉴기니의 국가
- 서파푸아의 국장